# Fede Arnaud
Pour les articles homonymes, voir Arnaud.
Fede Arnaud Pocek, née le 28 mai 1920 à Venise (Vénétie) et morte en avril 1976 à Rome (Latium), est une scénariste et une directrice de doublage de cinéma et de télévision italienne. Pendant la Seconde Guerre mondiale, elle est une fonctionnaire de la Flottiglia MAS.

## Biographie
Après avoir fréquenté l'Académie nationale d'art dramatique dans les années 1930, elle travaille comme assistante réalisatrice à partir de 1940 pour des réalisateurs tels que Amleto Palermi, Mario Mattoli et d'autres, ainsi que comme scénariste et dialoguiste de 1951 à 1964 pour une vingtaine de films. Dans sa jeunesse, après avoir fait partie du secteur sportif féminin des groupes universitaires fascistes, elle s'engage dans la République de Salo et devient d'abord fonctionnaire du ministère de l'économie corporative, puis responsable du service auxiliaire féminin (it) de la Xe Flottiglia MAS, la 10e flottille de la Marina Nazionale Repubblicana. Pendant son service dans la Xe MAS, elle est envoyée à Valcasotto par Umberto Bardelli (it) pour servir de médiateur dans la libération des commandants des 1re et 2e compagnies du bataillon Barbarigo (it) qui avaient été faits prisonniers par les partisans autonomes du major Mauri (it) avec deux autres marins,. Arnaud s'est plus tard laissée faire prisonnière par les partisans et leur a expliqué que l'unité était en formation dans le Piémont et allait bientôt partir pour le front. Elle est libérée immédiatement après le départ du Barbarigo.
Dans l'après-guerre, elle s'est occupée aussi bien de la post-synchronisation des films italiens que du doublage des films étrangers : en effet, elle a été l'un des fondateurs de Cine Video Doppiatori (it) en 1970, et y est restée jusqu'en 1977 après sa démission. De 1977 à 1991, elle a été directrice du doublage pour la Società Attori Sincronizzatori (it).
Elle est décédée en 1997.

## Filmographie

### Assistante réalisatrice
- 1940 : Le Salaire du péché (La peccatrice) d'Amleto Palermi
- 1940 : Toto, apôtre et martyr (San Giovanni decollato) d'Amleto Palermi
- 1941 : L'allegro fantasma d'Amleto Palermi
- 1941 : L'elisir d'amore (it) d'Amleto Palermi
- 1941 : Leçon de chimie à neuf heures (Ore 9 lezione di chimica) de Mario Mattoli
- 1942 : Don César de Bazan (Don Cesare di Bazan) de Riccardo Freda
- 1951 : La Vengeance du corsaire (La vendetta del corsaro) de Primo Zeglio
- 1952 : L'Ennemie (La nemica) de Giorgio Bianchi
- 1954 : L'Ombre (L'ombra) de Giorgio Bianchi

### Scénariste
- 1951 : Dernier Rendez-vous (it) (Ultimo incontro) de Gianni Franciolini
- 1953 : Une fille formidable (Ci troviamo in galleria) de Mauro Bolognini
- 1953 : L'Assassin de la rue Paradis (Lo scocciatore: Via Padova 46) de Giorgio Bianchi
- 1954 : Di qua, di là del Piave (it) de Guido Leoni
- 1955 : La Rivale d'Anton Giulio Majano
- 1955 : Chante-moi Bonjour tristesse (Cantami "Buongiorno tristezza") de Giorgio Pàstina
- 1956 : Nos plus belles années (I giorni più belli) de Mario Mattoli
- 1956 : Una pelliccia di visone de Glauco Pellegrini
- 1958 : Le Roman d'un jeune homme pauvre (it) (Il romanzo di un giovane povero) de Marino Girolami
- 1958 : Rascel Marine (it) de Guido Leoni
- 1959 : Le Fils du corsaire rouge (Il figlio del corsaro rosso ) de Primo Zeglio
- 1959 : Brèves Amours (Vacanze d'inverno) de Camillo Mastrocinque
- 1961 : Vierge créole (Venere creola) de Lorenzo Ricciardi (de)
- 1961 : La grande olimpiade de Romolo Marcellini
- 1963 : Sémiramis, déesse de l'Orient (Io, Semiramide) de Primo Zeglio
- 1964 : Massacre au Grand Canyon (Massacro al Grande Canyon) de Sergio Corbucci et Albert Band
- 1964 : Le Château des morts-vivants (Il castello dei morti vivi) de Luciano Ricci et Warren Kiefer